# Our House (musikal)
Our House var en relativt kortlivad musikal som uppfördes på
Cambridge Theatre i West End i London.
Den hade premiär 28 oktober 2002 och lades ner den 16 augusti 2003. Handlingen vävdes runt låtar av det brittiska ska/popbandet Madness. Den döptes efter deras internationellt största hit, "Our House".
Manuset skrevs av Tim Firth, och är en modern kärekshistoria som utspelar sig i London. Man får följa huvudpersonen Joe, en småbrottsling, och hur han tvingas välja mellan två valmöjligheter. Om det första går snett, kan han gå tillbaka och välja det andra.
Medlemmarna i Madness stod med som exekutiva producenter och sångaren Graham McPherson spelade under en tid själv rollen som Joe's pappa.
Trots att musikalen vann 2003:s Laurence Olivier Award för bästa nya musikal, fick den blandad kritik vid premiären och lades ner efter bara 10 månader. En stor bidragande orsak var den minskade turismen till London efter 11 september-attackerna i New York.
I december 2003 visade BBC Three en inspelad version av musikalen. Den släpptes också på DVD den 1 november 2004.
I juli 2006 gav sig musikalen ut på turné i Japan, där Madness var mycket populära. En mindre påkostad version turnerade på teatrarna i Storbritannien under hösten 2007.